# Лилангени
Лиланге́ни (свати и англ. lilangeni); мн. ч. эмаланге́ни (свати и англ. emalangeni) — денежная единица государства Эсватини. Один лилангени состоит из 100 центов. Введён в обращение 6 сентября 1974 года, функционирует параллельно с южноафриканским рэндом, к которому привязан в соотношении 1:1.
В обращении находятся банкноты номиналом в 10, 20, 50, 100 и 200 эмалангени, монеты 10, 20 и 50 центов, 1 лилангени, 2 и 5 эмалангени.

## Монеты
5 центов, 1995,96,98-2003,05-10, медь-никель
ø- 18,50 мм; m- 2,10 г; т- 1,00 мм; о- ↑↑
Аверс — изображение короля Мсвати III, вверху полукругом «SWAZILAND». Реверс — изображение зантедескии эфиопской или лилии арум (лат. Zantedeschia aethiopica); слева вверху номинал «5»; внизу полукругом «CENTS» и год чеканки. Гурт — гладкий.

## Банкноты

### Серия 1990—2008 годов
В обороте находятся банкноты номиналом 5, 10, 20, 50, 100 и 200 эмалангени различных годов выпуска.
Банкноты старых образцов выпуска после 1974 года являются платёжным средством и изымаются из оборота по мере износа.
| Серии 1990—2008 годов | Серии 1990—2008 годов | Серии 1990—2008 годов | Серии 1990—2008 годов  | Серии 1990—2008 годов     | Серии 1990—2008 годов                                     | Серии 1990—2008 годов |
| Изображение           | Номинал (эмалангени)  | Размеры (мм)          | Основные цвета         | Описание                  | Описание                                                  | Год печати            |
| Изображение           | Номинал (эмалангени)  | Размеры (мм)          | Основные цвета         | Лицевая сторона           | Оборотная сторона                                         | Год печати            |
| --------------------- | --------------------- | --------------------- | ---------------------- | ------------------------- | --------------------------------------------------------- | --------------------- |
|                       | 5                     | 140×70                | зелёный, жёлтый        | Портрет короля Мсвати III | Мужской танец народа Свази                                | 1990                  |
|                       | 10                    | 144×70                | зелёный, голубой       | Портрет короля Мсвати III | Птица, электростанция                                     | 1990                  |
|                       | 20                    | 148×70                | фиолетовый, коричневый | Портрет короля Мсвати III | Сельскохозяйственные культуры, коровы, грузовик на дороге | 1990                  |
|                       | 50                    | 152×70                | красный, оранжевый     | Портрет короля Мсвати III | Герб и здание Центрального банка Свазиленда               | 1990                  |
|                       | 100                   | 156×70                | коричневый, оранжевый  | Портрет короля Мсвати III | Скалы и лес на склонах                                    | 1996                  |
|                       | 100                   | 156×70                | коричневый, оранжевый  | Портрет короля Мсвати III | Скалы и лес на склонах                                    | 2008                  |
|                       | 200                   | 160×70                | зелёный, голубой       | Портрет короля Мсвати III | Деревня народа Свази                                      | 1998                  |
|                       | 200                   | 160×70                | зелёный, голубой       | Портрет короля Мсвати III | Деревня народа Свази                                      | 2008                  |

## Режим валютного курса
Курс лилангени привязан к южноафриканскому рэнду (код ISO 4217 — ZAR) в соотношении 1:1.